# 夏のふれあい
「夏のふれあい」（なつのふれあい）は、1972年7月21日にCBS・ソニー（現：ソニー・ミュージックレーベルズ）から発売されたフォーリーブスの16枚目のシングルである。

## 概要
この曲で『第23回NHK紅白歌合戦」に3回目の出場を果たした。

## 収録曲
両曲共に作詞：北公次、作曲・編曲：筒美京平
1. 夏のふれあい
2. 真夏の愛